# Korea i olympiska vinterspelen 2018
Korea i olympiska vinterspelen 2018 var ett enat lag med spelare från Sydkorea och Nordkorea som deltog i damernas turnering i ishockey. Hela trupperna från Sydkorea och Nordkorea tågade dessutom in under gemensam flagg under invigningen av spelen. Flaggan bars av ishockeyspelaren Hwang Chung-gum från Nordkorea och bobåkaren Won Yun-jong från Sydkorea.

## Ishockey

### Damernas turnering
Laguppställning
Gruppspel
|         | S | V | ÖV | ÖF | F | GM | IM | MS  | P |
| ------- | - | - | -- | -- | - | -- | -- | --- | - |
| Schweiz | 3 | 3 | 0  | 0  | 0 | 13 | 2  | +11 | 9 |
| Sverige | 3 | 2 | 0  | 0  | 1 | 11 | 3  | +8  | 6 |
| Japan   | 3 | 1 | 0  | 0  | 2 | 6  | 6  | 0   | 3 |
| Korea   | 3 | 0 | 0  | 0  | 3 | 1  | 20 | −19 | 0 |

|             | 10 februari 2018 | Schweiz | 8 – 0                     | Korea                     | Kwandong hockeycenter                                                |                                                                      |
| 21:10 UTC+9 | 21:10 UTC+9      | (3–0, 3–0, 2–0) Summering | (3–0, 3–0, 2–0) Summering | (3–0, 3–0, 2–0) Summering | Pyeongchang Publik: 3 606 Domare: Dina Allen Gabrielle Ariano Lortie | Pyeongchang Publik: 3 606 Domare: Dina Allen Gabrielle Ariano Lortie |
| 21:10 UTC+9 | 21:10 UTC+9      | Alina Müller (10:23) Alina Müller (11:24) Alina Müller (19:48) Alina Müller (21:26) Phoebe Stänz (22:21) Phoebe Stänz (37:19) Lara Stalder (49:42) Lara Stalder (51:48) | Mål                       |                           | Pyeongchang Publik: 3 606 Domare: Dina Allen Gabrielle Ariano Lortie | Pyeongchang Publik: 3 606 Domare: Dina Allen Gabrielle Ariano Lortie |
| 21:10 UTC+9 | 21:10 UTC+9      | |                           |                           | Pyeongchang Publik: 3 606 Domare: Dina Allen Gabrielle Ariano Lortie | Pyeongchang Publik: 3 606 Domare: Dina Allen Gabrielle Ariano Lortie |
| 21:10 UTC+9 | 21:10 UTC+9      | |                           |                           | Pyeongchang Publik: 3 606 Domare: Dina Allen Gabrielle Ariano Lortie | Pyeongchang Publik: 3 606 Domare: Dina Allen Gabrielle Ariano Lortie |
| 21:10 UTC+9 | 21:10 UTC+9      | |                           |                           | Pyeongchang Publik: 3 606 Domare: Dina Allen Gabrielle Ariano Lortie | Pyeongchang Publik: 3 606 Domare: Dina Allen Gabrielle Ariano Lortie |
| 21:10 UTC+9 | 21:10 UTC+9      | |                           |                           | Pyeongchang Publik: 3 606 Domare: Dina Allen Gabrielle Ariano Lortie | Pyeongchang Publik: 3 606 Domare: Dina Allen Gabrielle Ariano Lortie |

|             | 12 februari 2018 | Sverige | 8 – 0                     | Korea                     | Kwandong hockeycenter                                                       |                                                                             |
| 21:10 UTC+9 | 21:10 UTC+9      | (4–0, 1–0, 3–0) Summering | (4–0, 1–0, 3–0) Summering | (4–0, 1–0, 3–0) Summering | Pyeongchang Publik: 4 244 Domare: Gabrielle Ariano Lortie Drahomira Fialova | Pyeongchang Publik: 4 244 Domare: Gabrielle Ariano Lortie Drahomira Fialova |
| 21:10 UTC+9 | 21:10 UTC+9      | Maja Nylén Persson (02:00) Elin Lundberg (09:47) Johanna Fällman (10:17) Erica Udén Johansson (17:04) Pernilla Winberg (24:08) Emma Nordin (41:09) Pernilla Winberg (41:45) Rebecca Stenberg (45:34) | Mål                       |                           | Pyeongchang Publik: 4 244 Domare: Gabrielle Ariano Lortie Drahomira Fialova | Pyeongchang Publik: 4 244 Domare: Gabrielle Ariano Lortie Drahomira Fialova |
| 21:10 UTC+9 | 21:10 UTC+9      | |                           |                           | Pyeongchang Publik: 4 244 Domare: Gabrielle Ariano Lortie Drahomira Fialova | Pyeongchang Publik: 4 244 Domare: Gabrielle Ariano Lortie Drahomira Fialova |
| 21:10 UTC+9 | 21:10 UTC+9      | |                           |                           | Pyeongchang Publik: 4 244 Domare: Gabrielle Ariano Lortie Drahomira Fialova | Pyeongchang Publik: 4 244 Domare: Gabrielle Ariano Lortie Drahomira Fialova |
| 21:10 UTC+9 | 21:10 UTC+9      | |                           |                           | Pyeongchang Publik: 4 244 Domare: Gabrielle Ariano Lortie Drahomira Fialova | Pyeongchang Publik: 4 244 Domare: Gabrielle Ariano Lortie Drahomira Fialova |
| 21:10 UTC+9 | 21:10 UTC+9      | |                           |                           | Pyeongchang Publik: 4 244 Domare: Gabrielle Ariano Lortie Drahomira Fialova | Pyeongchang Publik: 4 244 Domare: Gabrielle Ariano Lortie Drahomira Fialova |

|             | 14 februari 2018 | Korea                     | 1 – 4                     | Japan                                                                       | Kwandong hockeycenter                                               |                                                                     |
| 16:40 UTC+9 | 16:40 UTC+9      | (0–2, 1–0, 0–2) Summering | (0–2, 1–0, 0–2) Summering | (0–2, 1–0, 0–2) Summering                                                   | Pyeongchang Publik: 4 110 Domare: Drahomira Fialova Nicole Hertrich | Pyeongchang Publik: 4 110 Domare: Drahomira Fialova Nicole Hertrich |
| 16:40 UTC+9 | 16:40 UTC+9      | Randi Griffin (29:31)     | Mål                       | (01:07) Hanae Kubo (03:58) Shoko Ono (51:43) Shiori Koike (58:33) Rui Ukita | Pyeongchang Publik: 4 110 Domare: Drahomira Fialova Nicole Hertrich | Pyeongchang Publik: 4 110 Domare: Drahomira Fialova Nicole Hertrich |
| 16:40 UTC+9 | 16:40 UTC+9      |                           |                           |                                                                             | Pyeongchang Publik: 4 110 Domare: Drahomira Fialova Nicole Hertrich | Pyeongchang Publik: 4 110 Domare: Drahomira Fialova Nicole Hertrich |
| 16:40 UTC+9 | 16:40 UTC+9      |                           |                           |                                                                             | Pyeongchang Publik: 4 110 Domare: Drahomira Fialova Nicole Hertrich | Pyeongchang Publik: 4 110 Domare: Drahomira Fialova Nicole Hertrich |
| 16:40 UTC+9 | 16:40 UTC+9      |                           |                           |                                                                             | Pyeongchang Publik: 4 110 Domare: Drahomira Fialova Nicole Hertrich | Pyeongchang Publik: 4 110 Domare: Drahomira Fialova Nicole Hertrich |
| 16:40 UTC+9 | 16:40 UTC+9      |                           |                           |                                                                             | Pyeongchang Publik: 4 110 Domare: Drahomira Fialova Nicole Hertrich | Pyeongchang Publik: 4 110 Domare: Drahomira Fialova Nicole Hertrich |

Semifinal om plats 5-8
|             | 18 februari 2018 | Schweiz                                           | 2 – 0                     | Korea                     | Kwandong hockeycenter                                                      |                                                                            |
| 12:10 UTC+9 | 12:10 UTC+9      | (1–0, 1–0, 0–0) Summering                         | (1–0, 1–0, 0–0) Summering | (1–0, 1–0, 0–0) Summering | Pyeongchang Publik: 3 811 Domare: Gabrielle Ariano-Lortie Katarina Timglas | Pyeongchang Publik: 3 811 Domare: Gabrielle Ariano-Lortie Katarina Timglas |
| 12:10 UTC+9 | 12:10 UTC+9      | Sabrina Zollinger (16:35) Evelina Raselli (38:52) | Mål                       |                           | Pyeongchang Publik: 3 811 Domare: Gabrielle Ariano-Lortie Katarina Timglas | Pyeongchang Publik: 3 811 Domare: Gabrielle Ariano-Lortie Katarina Timglas |
| 12:10 UTC+9 | 12:10 UTC+9      |                                                   |                           |                           | Pyeongchang Publik: 3 811 Domare: Gabrielle Ariano-Lortie Katarina Timglas | Pyeongchang Publik: 3 811 Domare: Gabrielle Ariano-Lortie Katarina Timglas |
| 12:10 UTC+9 | 12:10 UTC+9      |                                                   |                           |                           | Pyeongchang Publik: 3 811 Domare: Gabrielle Ariano-Lortie Katarina Timglas | Pyeongchang Publik: 3 811 Domare: Gabrielle Ariano-Lortie Katarina Timglas |
| 12:10 UTC+9 | 12:10 UTC+9      |                                                   |                           |                           | Pyeongchang Publik: 3 811 Domare: Gabrielle Ariano-Lortie Katarina Timglas | Pyeongchang Publik: 3 811 Domare: Gabrielle Ariano-Lortie Katarina Timglas |
| 12:10 UTC+9 | 12:10 UTC+9      |                                                   |                           |                           | Pyeongchang Publik: 3 811 Domare: Gabrielle Ariano-Lortie Katarina Timglas | Pyeongchang Publik: 3 811 Domare: Gabrielle Ariano-Lortie Katarina Timglas |

Match om sjunde plats
|             | 20 februari 2018 | Sverige | 6 – 1                     | Korea                     | Kwandong hockeycenter                                         |                                                               |
| 12:10 UTC+9 | 12:10 UTC+9      | (2–1, 1–0, 3–1) Summering | (2–1, 1–0, 3–1) Summering | (2–1, 1–0, 3–1) Summering | Pyeongchang Publik: 4 125 Domare: Drahomira Fialova Aina Høve | Pyeongchang Publik: 4 125 Domare: Drahomira Fialova Aina Høve |
| 12:10 UTC+9 | 12:10 UTC+9      | Sabina Küller (05:50) Emmy Alasalmi (19:37) Erika Grahm (36:27) Annie Svedin (43:05) Fanny Rask (49:31) Lisa Johansson (57:19) | Mål                       | (06:21) Han Soo-jin       | Pyeongchang Publik: 4 125 Domare: Drahomira Fialova Aina Høve | Pyeongchang Publik: 4 125 Domare: Drahomira Fialova Aina Høve |
| 12:10 UTC+9 | 12:10 UTC+9      | |                           |                           | Pyeongchang Publik: 4 125 Domare: Drahomira Fialova Aina Høve | Pyeongchang Publik: 4 125 Domare: Drahomira Fialova Aina Høve |
| 12:10 UTC+9 | 12:10 UTC+9      | |                           |                           | Pyeongchang Publik: 4 125 Domare: Drahomira Fialova Aina Høve | Pyeongchang Publik: 4 125 Domare: Drahomira Fialova Aina Høve |
| 12:10 UTC+9 | 12:10 UTC+9      | |                           |                           | Pyeongchang Publik: 4 125 Domare: Drahomira Fialova Aina Høve | Pyeongchang Publik: 4 125 Domare: Drahomira Fialova Aina Høve |
| 12:10 UTC+9 | 12:10 UTC+9      | |                           |                           | Pyeongchang Publik: 4 125 Domare: Drahomira Fialova Aina Høve | Pyeongchang Publik: 4 125 Domare: Drahomira Fialova Aina Høve |